# Ибрахим Хайрула бей Пиризаде
Ибрахим Хайрула бей Пиризаде (на турски: Pirizade İbrahim Hayrullah Bey) е османски офицер и чиновник.

## Биография
Роден е в 1859 година в османската столица Цариград. Баща му Мехмед Сахип Молла Пиризаде (1838-1910) е член на Държавния съвет и шейх ул ислям. Учи арабски и персийски. Завършва право. Става член на Младотурския комитет и след революцията в 1908 година заема важни административни постове - валия на Солун, валия на Истанбул, министър на правосъдието. От 1917 година е депутат. След окупацията на Истанбул на 28 май 1919 г. от окупационните сили е изпратен в изгнание на остров Малта. Умира през 1934 година.